# 小行星10374
小行星10374（10374 Etampes）是一颗绕太阳运转的小行星，为主小行星带小行星。该小行星于1996年4月15日被发现。

## 轨道参数
小行星10374的轨道半长轴为330 289 977 km（2.2078207 UA），离心率为0.222。